# Bruneiische Fußballnationalmannschaft (U-23-Männer)
Die bruneiische U-23-Fußballnationalmannschaft ist eine Auswahlmannschaft bruneiischer Fußballspieler. Sie untersteht dem bruneiischen Fußballverband NFABD und repräsentiert diesen international auf U-23-Ebene, etwa in Freundschaftsspielen gegen die Auswahlmannschaften anderer nationaler Verbände, bei U-23-Asienmeisterschaften sowie den Fußballturnieren der Olympischen Sommerspiele und der Südostasienspiele.
Bisher konnte sich die Mannschaft nicht für das olympische Fußballturnier oder die U-23-Asienmeisterschaft qualifizieren. An den Südostasienspielen nahm Brunei fünfmal teil, kam aber nie über die Gruppenphase hinaus.
Spielberechtigt sind Spieler, die ihr 23. Lebensjahr noch nicht vollendet haben und die bruneiische Staatsangehörigkeit besitzen.

## Bilanzen
| Olympische Spiele - 1992 bis 1996: Nicht teilgenommen - 2000: Zurückgezogen - 2004 bis 2012: Nicht teilgenommen - 2016 bis 2020: Nicht qualifiziert U-22-/23-Asienmeisterschaften - 2014: Nicht teilgenommen - 2016 bis 2020: Nicht qualifiziert | Südostasienspiele - 2001: Gruppenphase - 2003: Nicht teilgenommen - 2005: Zurückgezogen - 2007 bis 2009: Nicht teilgenommen - 2011: Gruppenphase - 2013: Gruppenphase - 2015: Gruppenphase - 2017: Gruppenphase |